# The Texas Chainsaw Massacre 2
The Texas Chainsaw Massacre 2 is een Amerikaanse film uit 1986 en het vervolg op de bekende horrorklassieker The Texas Chain Saw Massacre uit 1974. Beide films werden geregisseerd door Tobe Hooper.

## Verhaal
Luitenant Lefty Enright (Dennis Hopper) is, sinds de mysterieuze gebeurtenissen van zijn nichtje Sally Hardesty, op zoek naar de daders. Hij is ervan overtuigd dat de daders nog steeds actief zijn. Als hij dan ontdekt dat radio-dj Vanita 'Stretch' Brock (Caroline Williams) opnames heeft van de moordenaars aan het werk, besluit hij haar te gebruiken. Hij laat Stretch de fragmenten op de radio uitzenden. En diezelfde avond krijgt ze in de studio bezoek van Chop Top Sawyer Bill Moseley en Bubba Sawyer (Bill Johnson), beter bekend als Leatherface). Het tweetal neemt Stretch mee naar hun ondergrondse schuilkelder, onder een verlaten kermis. Hier ontmoet Stretch onder andere Drayton 'The Cook' Sawyer (Jim Siedow) en de oude opa van de familie. Gelukkig voor haar is Lefty Enright hen gevolgd en is klaar om de strijd aan te gaan. Gewapend met een kettingzaag stapt Lefty de schuilplaats binnen, op zoek naar Leatherface.

## Rolverdeling
| Acteur            | Personage                                  |
| ----------------- | ------------------------------------------ |
| Dennis Hopper     | Lt. Lefty Enright                          |
| Caroline Williams | Vanita 'Stretch' Brock                     |
| Bill Johnson      | Leatherface (close-up shots) /Bubba Sawyer |
| Bob Elmore        | Leatherface tijdens wijde shots            |
| Tom Morga         | Leatherface tijdens brugscène              |
| Bill Moseley      | 'Chop-Top' Sawyer                          |
| Jim Siedow        | Drayton Sawyer                             |
| Ken Evert         | Opa Sawyer                                 |

## Trivia
- Jim Siedow is de enige acteur uit de originele film die terugkeert in dit eerste vervolg.
- De poster van de film is een persiflage op de poster van de film The Breakfast Club.
- De lifter (in het origineel gespeeld door Edwin Neal) keert hier terug als lijk, dat meestal wordt meegedragen door zijn broer Chop Top en waar de familie nog steeds tegen praat.

## Vervolgfilms
Vervolgen
- Leatherface: The Texas Chainsaw Massacre III (1990)
- Texas Chainsaw Massacre: The Next Generation (1994)

Nieuwe versie
- The Texas Chainsaw Massacre (2003)

Vervolg op de nieuwe versie
- The Texas Chainsaw Massacre: The Beginning (2006)